# Tour de Timor 2011

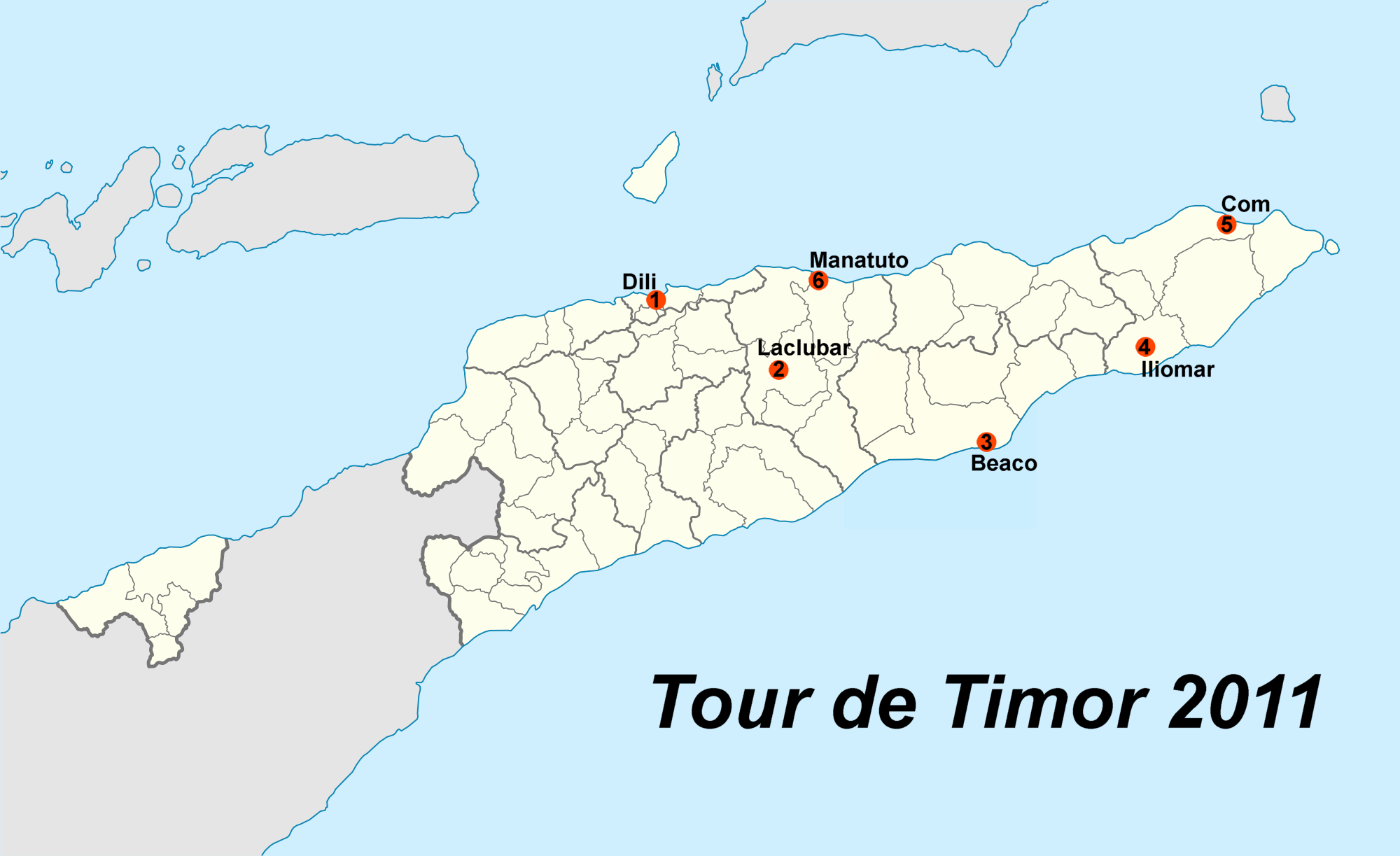
Tour de Timor 2011

Die Tour de Timor 2011 war die dritte Ausgabe des jährlichen Mountainbikerennens in Osttimor. Es fand vom 11. bis zum 16. September statt und lief unter dem Motto „Peace begins with me“.
Das Preisgeld stieg insgesamt auf 100.000 US-Dollar an, davon 10.000 US-Dollar jeweils für den besten männlichen und die weibliche Fahrerin. Die Teilnehmeranzahl war auf 350 begrenzt, 80 davon sollten Osttimoresen sein. Die erste Etappe führte von der Landeshauptstadt Dili Richtung Südost nach Laclubar, im Zentrum der Insel. Am zweiten Tag ging es in den Süden nach Beaco und am dritten Tag weiter der Küste entlang nach Iliomar. Die vierte Etappe führte über Lospalos nach Com an der Nordküste. Von da aus ging es am fünften Tag über Baucau entlang der Nordküste bis nach Manatuto, bevor es in der sechsten Etappe zurück nach Dili ging.
Sieger wurden die Australier Luke Fetch bei den Männern und Peta Mullens bei den Frauen. Inklusive Fahrer, Unterstützer, Medienvertreter und Offizielle nahmen über 1000 Menschen an der Tour de Timor 2011 teil.